# نوویلدیاکوو
نوویلدیاکوو (انگلیسی: Novoyeldyakovo) یک شهرک در شهرستان بورایفسکی باشقیرستان کشور روسیه است.